# Superliga Brasileira de Voleibol Feminino de 2022 - Série B
A Superliga Brasileira de Voleibol Feminino de 2022 - Série B foi a nona edição desta competição organizada pela Confederação Brasileira de Voleibol através da Unidade de Competições Nacionais. Trata-se da segunda divisão do Campeonato Brasileiro de Voleibol Feminino, a principal competição entre clubes de voleibol feminino do Brasil. Participam do torneio dez equipes provenientes de quatro estados brasileiros. 
As duas equipes finalistas garantem acesso à elite do voleibol brasileiro na temporada 2022/2023. No caso do descenso, as duas últimas colocadas serão rebaixadas para a Superliga Série C 2023.

## Formato de disputa
A fase classificatória da competição é disputada por dez equipes em turno único. As quatro primeiros colocados se classificam para os play-offs. Nesta fase, a vitória por 3-0 ou 3-1 garante três pontos para o ganhador e nenhum ponto para o perdedor. Já com o placar de 3-2, o ganhador da partida leva dois pontos e o perdedor um, e o não comparecimento de qualquer equipe resulta na perda de dois pontos. 
A classificação do 3º a 10º lugar, será definida de acordo com o índice técnico da fase classificatória. Os play-offs serão divididos em duas fases - semi-finais e final.As duas últimas colocadas da fase classificatória serão rebaixadas para a Série C 2023.
Nas semifinais haverá o cruzamento entre as equipes com os melhores índices técnicos seguindo a lógica: 1ª x 4ª (semifinal I); 2ª x 3 (semifinal II). Estas jogarão partidas em melhor de 3 (jogos), sendo um mando de quadra para cada e o jogo de desempate, quando houver, no ginásio da equipe com o melhor índice técnico da fase classificatória.
As equipes vencedoras se classificam para a final, que será disputada em jogo único, o mando de quadra será no ginásio escolhido pelo clube melhor colocado na fase classificatória.
A equipe vencedora da final será atribuída o título de “Campeã” e a equipe perdedora de “Vice-campeã”. E ambas as equipes terão acesso a Superliga 2022-23 desde que cumpram os requerimentos da competição. Os clubes classificados deverá integrar ao CBC (Comitê Brasileiro de Clubes) para jogar a Superliga 1XBET 2023-24.

## Equipes participantes
Dez equipes disputam o título e acesso da Superliga Feminina de Série B 2022. São elas:
| Equipe                   | Cidade                  | Última participação | Temporada 2021                        |
| ------------------------ | ----------------------- | ------------------- | ------------------------------------- |
| Energis 8 São Caetano    | São Caetano do Sul      | Estreante           | 12º Colocado na Chave na Superliga A  |
| Bluvôlei/Furb/SME        | Blumenau                | 2021                | 3º Colocado na Superliga B            |
| CR Flamengo              | Rio de Janeiro (cidade) | 2021                | 4º Colocado na Superliga B            |
| Bradesco Esportes        | Osasco                  | 2020                | 4º Colocado do Grupo A na Superliga B |
| Minas Náutico            | Belo Horizonte          | 2021                | 3º Colocado do Grupo A na Superliga B |
| FEAC/AFV Franca          | Franca                  | 2021                | 3º Colocado do Grupo B na Superliga B |
| Sada/Tambasa Vôlei       | Belo Horizonte          | Estreante           | 1º Colocado do Grupo A na Superliga C |
| SESI-SP                  | São Paulo (cidade)      | Estreante           | 2º Colocado na Chave da Superliga C   |
| ABEL/Brusque             | Brusque                 | 2017                | 3º Colocado na Chave da Superliga C   |
| AGEE-Atacadão/São Carlos | São Carlos              | Estreante           | 4º Colocado na Chave da Superliga C   |

## Fase Classificatória
As dez equipes participantes formam um grupo único e jogam no sistema de todos contra todos em cada grupo, sendo classificada automaticamente para a semifinal a primeira a quarta colocada.

### Classificação
- Vitória por 3 sets a 0 ou 3 a 1: 3 pontos para o vencedor;
- Vitória por 3 sets a 2: 2 pontos para o vencedor e 1 ponto para o perdedor.
- Não comparecimento, a equipe perde 2 pontos.
- Em caso de igualdade por pontos, os seguintes critérios servem como desempate: número de vitórias, razão de sets e razão de ralis.

|  |                                  |
|  | Classificado para as semifinais. |

### Grupo único
|     |                          |     | Jogos | Jogos | Jogos | Resultados | Resultados | Resultados | Resultados | Resultados | Resultados | Sets | Sets | Sets | Pontos | Pontos | Pontos |
| Pos | Equipe                   | Pts | T     | V     | D     | 3–0        | 3–1        | 3–2        | 2–3        | 1–3        | 0–3        | V    | P    | R    | V      | P      | R      |
| --- | ------------------------ | --- | ----- | ----- | ----- | ---------- | ---------- | ---------- | ---------- | ---------- | ---------- | ---- | ---- | ---- | ------ | ------ | ------ |
| 1   | Energis 8 São Caetano    | 0   | 0     | 0     | 0     | 0          | 0          | 0          | 0          | 0          | 0          | 0    | 0    | MAX  | 0      | 0      | MAX    |
| 2   | Bluvôlei/Furb/SME        | 0   | 0     | 0     | 0     | 0          | 0          | 0          | 0          | 0          | 0          | 0    | 0    | MAX  | 0      | 0      | MAX    |
| 2   | ABEL/Brusque             | 0   | 0     | 0     | 0     | 0          | 0          | 0          | 0          | 0          | 0          | 0    | 0    | MAX  | 0      | 0      | MAX    |
| 4   | AGEE-Atacadão/São Carlos | 0   | 0     | 0     | 0     | 0          | 0          | 0          | 0          | 0          | 0          | 0    | 0    | MAX  | 0      | 0      | MAX    |
| 5   | Bradesco Esportes        | 0   | 0     | 0     | 0     | 0          | 0          | 0          | 0          | 0          | 0          | 0    | 0    | MAX  | 0      | 0      | MAX    |
| 6   | CR Flamengo              | 0   | 0     | 0     | 0     | 0          | 0          | 0          | 0          | 0          | 0          | 0    | 0    | MAX  | 0      | 0      | MAX    |
| 7   | FEAC/AFV Franca          | 0   | 0     | 0     | 0     | 0          | 0          | 0          | 0          | 0          | 0          | 0    | 0    | MAX  | 0      | 0      | MAX    |
| 8   | Sada/Tambasa Vôlei       | 0   | 0     | 0     | 0     | 0          | 0          | 0          | 0          | 0          | 0          | 0    | 0    | MAX  | 0      | 0      | MAX    |
| 9   | SESI-SP                  | 0   | 0     | 0     | 0     | 0          | 0          | 0          | 0          | 0          | 0          | 0    | 0    | MAX  | 0      | 0      | MAX    |
| 10  | Minas Náutico            | 0   | 0     | 0     | 0     | 0          | 0          | 0          | 0          | 0          | 0          | 0    | 0    | MAX  | 0      | 0      | MAX    |

## Playoffs
|  | Semifinais                       | Semifinais                       | Semifinais                       | Semifinais                       | Semifinais                       |  |    | Final                 | Final               | Final               | Final               | Final               |
|  | 25 de março à 1 de abril de 2022 | 25 de março à 1 de abril de 2022 | 25 de março à 1 de abril de 2022 | 25 de março à 1 de abril de 2022 | 25 de março à 1 de abril de 2022 |  |    | 11 de abril de 2022   | 11 de abril de 2022 | 11 de abril de 2022 | 11 de abril de 2022 | 11 de abril de 2022 |
|  |                                  |                                  |                                  |                                  |                                  |  |    |                       |                     |                     |                     |                     |
|  | 1º                               | Energis 8 São Caetano            | 3                                | 3                                | -                                |  |    |                       |                     |                     |                     |                     |
|  | 4º                               | AGEE-Atacadão/São Carlos         | 1                                | 0                                | -                                |  |    |                       |                     |                     |                     |                     |
|  |                                  |                                  |                                  |                                  |                                  |  | 1º | Energis 8 São Caetano | 3                   |                     |                     |                     |
|  |                                  | 3º                               | ABEL/Brusque                     | 2                                |                                  |  |    |                       |                     |                     |                     |                     |
|  | 2º                               | Bluvôlei/Furb/SME                | 2                                | 0                                | -                                |  |    |                       |                     |                     |                     |                     |
|  | 3º                               | ABEL/Brusque                     | 3                                | 3                                | -                                |  |    |                       |                     |                     |                     |                     |

#### Semifinal
1º Jogo
| Data   | Hora  |                          | Placar |                       | Set 1 | Set 2 | Set 3 | Set 4 | Set 5 | Total  | Relatório |
| ------ | ----- | ------------------------ | ------ | --------------------- | ----- | ----- | ----- | ----- | ----- | ------ | --------- |
| 25 mar | 19:30 | AGEE-Atacadão/São Carlos | 1–3    | Energis 8 São Caetano | 25–17 | 15–25 | 15–25 | 14–25 |       | 69–92  | Relatório |
| 27 mar | 21:30 | ABEL/Brusque             | 3–2    | Bluvôlei/Furb/SME     | 25–18 | 25–13 | 29–31 | 22–25 | 15–10 | 116–97 | Relatório |

2º Jogo
| Data   | Hora  |                       | Placar |                          | Set 1 | Set 2 | Set 3 | Set 4 | Set 5 | Total | Relatório |
| ------ | ----- | --------------------- | ------ | ------------------------ | ----- | ----- | ----- | ----- | ----- | ----- | --------- |
| 31 mar | 16:00 | Energis 8 São Caetano | 3–0    | AGEE-Atacadão/São Carlos | 25–19 | 25–16 | 25–20 |       |       | 75–55 | Relatório |
| 1 abr  | 19:30 | Bluvôlei/Furb/SME     | 0–3    | ABEL/Brusque             | 22–25 | 22–25 | 18–25 |       |       | 62–75 | Relatório |

#### Final
| Data   | Hora  |                       | Placar |              | Set 1 | Set 2 | Set 3 | Set 4 | Set 5 | Total   | Relatório |
| ------ | ----- | --------------------- | ------ | ------------ | ----- | ----- | ----- | ----- | ----- | ------- | --------- |
| 11 abr | 00:00 | Energis 8 São Caetano | 3–2    | ABEL/Brusque | 25–22 | 20–25 | 23–25 | 28–26 | 15–12 | 111–110 | Relatório |

## Classificação final
| Posição           | Equipe                   |
| ----------------- | ------------------------ |
| Medalha de ouro   | Energis 8 São Caetano    |
| Medalha de prata  | ABEL/Brusque             |
| Medalha de bronze | Bluvôlei/Furb/SME        |
| 4                 | AGEE-Atacadão/São Carlos |
| 5                 | Bradesco Esportes        |
| 6                 | CR Flamengo              |
| 7                 | FEAC/AFV Franca          |
| 8                 | Sada/Tambasa Vôlei       |
| 9                 | SESI-SP                  |
| 10                | Minas Náutico            |

|  | Acesso para a Série A 2022–23.          |
|  | Equipes mantidas para a Série B 2023.   |
|  | Equipes rebaixadas para a Série C 2023. |

## Premiações
| Superliga B 2022                         |
| São Paulo                                |
| ---------------------------------------- |
| Energis 8 São Caetano Campeão (1ºtítulo) |